# Деніел Стерн
Де́ніел Дже́йкоб Стерн (нар. 28 серпня 1957, Бетесда, Меріленд, США) — американський актор, художник, режисер, комік та сценарист. Найбільше він відомий своїми ролями Марва Мерчінса у фільмах «Сам удома» (1990) та «Сам удома 2: Загублений у Нью-Йорку» (1992), Філа Берквіста у «Міських ловеласах» (1991) та «Міські ловеласи 2: Легенда про золото Керлі» (1994), а також озвученням дорослого Кевіна Арнольда в серіалі «Дивовижні роки» та персонажа Ділберта в однойменному анімаційному серіалі. Серед інших відомих фільмів за його участю — «Втеча» (1979), «Зоряний пил» (1980), «Закусочна» (1982), «Синій грім» (1983), «Ханна та її сестри» (1986), «Війна в Мілагро» (1988), «Купе де Віль» (1990) та «Дуже погані речі» (1998). Як режисер він дебютував у кіно з фільмом «Новачок року» (1993).

## Ранні роки
Стерн народився в місті Бетесда, штат Меріленд, у сім'ї Синтії та Леонарда Стернів. Його батько працював соціальним працівником, а мати керувала дитячим садком. Стерн має єврейське походження. Його брат — телевізійний сценарист Девід М. Стерн. Під час навчання в середній школі Bethesda-Chevy Chase він брав участь у кількох театральних постановках, де зіграв Чака Бакстера у виставі «Обіцянки, обіцянки» та Тев'є у «Скрипалі на даху».
Стерн подав заявку на посаду світлотехніка на Шекспірівському фестивалі у Вашингтоні, округ Колумбія, але отримав роль статиста в постановці «Приборкання норовливої» з Гленн Клоуз у головній ролі. Він залишив школу на останньому курсі та переїхав до Нью-Йорка. Після того як відвідував уроки акторської майстерності в HB Studio у Остіна Пендлтона та Герберта Бергхофа, Стерн почав свою кар'єру в театральних постановках поза Бродвеєм і на самому Бродвеї, зокрема в п'єсі «Справжній Захід» із Гарі Сінізом та «Як я отримав цю історію» в театрі Second Stage разом із Бобом Гантоном. Він виступав у численних постановках у Public Theater, Ensemble Studio Theater, Cherry Lane Theater та Manhattan Theater Club.

## Кар'єра
У 1979 році Стерн дебютував у кіно, зігравши роль Сіріла у фільмі «Відрив». Наступного року він зіграв студента, який піддавав сумніву доведення персонажа Джилл Клейбург у фільмі «Зараз моя черга». У 1983 році Стерн виконав роль новачка-спостерігача Річарда Лімангуда в трилері «Синій грім». Також він з'явився в ролі мисливця на чудовиськ у фільмі жахів «C.H.U.D.» (1984). Проривною для Стерна стала роль Лоуренса «Шреві» Шрайбера у фільмі Баррі Левінсона «Закусочна». Він також з'явився у двох фільмах Вуді Аллена — «Спогади про зоряний пил» та «Ханна та її сестри».

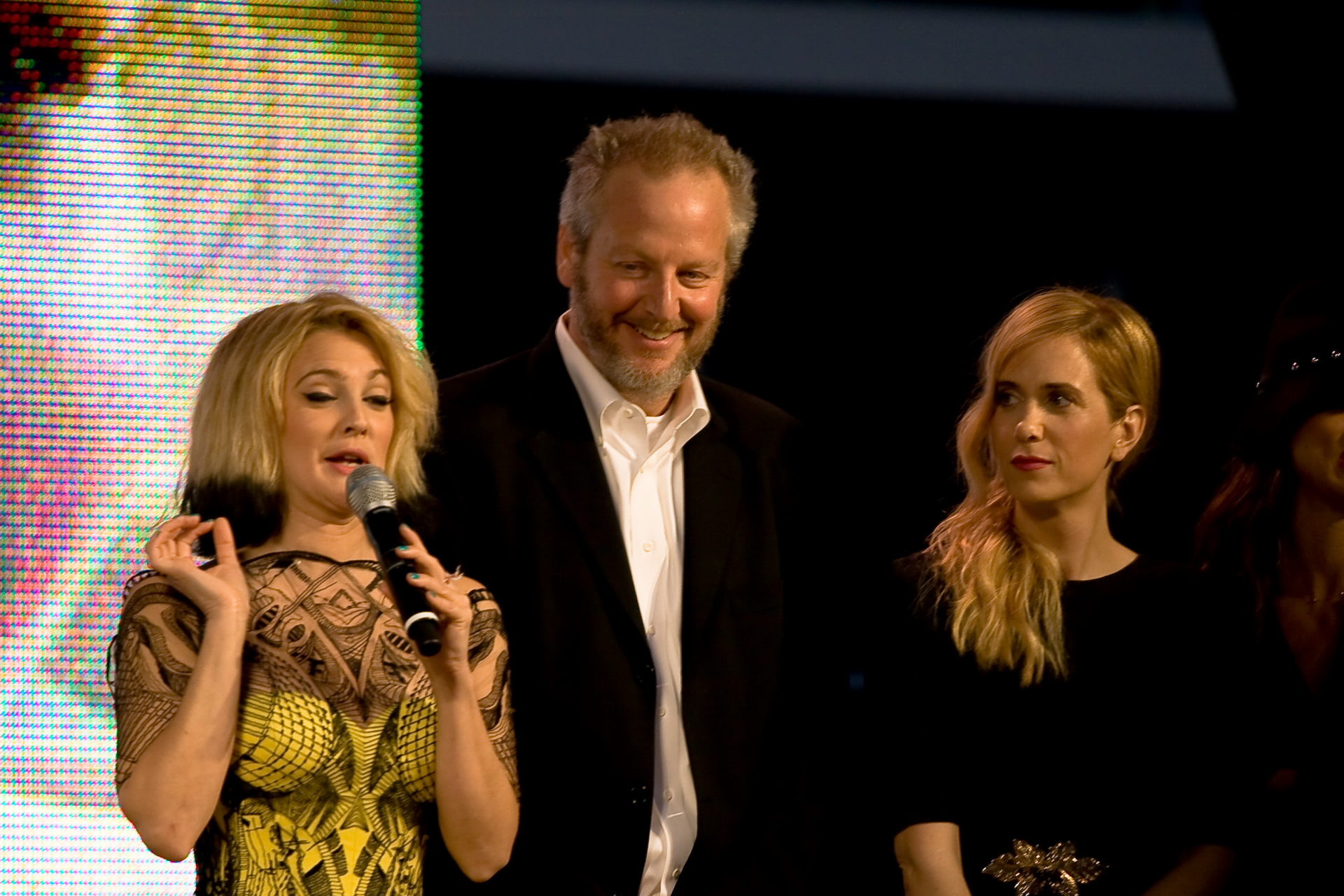
Стерн з Крістен Віг та Дрю Беррімор на Міжнародному кінофестивалі в Торонто 2009 рік

Стерн зіграв багато комедійних ролей, серед яких Філ Берквіст у фільмах «Круті хлопці» та «Круті хлопці 2: Легенда про золото Керлі», а також Мерв, один із грабіжників у перших двох частинах «Сам удома» разом із Джо Пеше. Проте він відмовився повертатися до ролі в четвертій частині, вважаючи сценарій образливим для оригінального фільму. Стерн також зіграв Макса в комедії «Покинуті напризволяще». Його голосом звучить розповідь у серіалі «Чудові роки», де він озвучує дорослого Кевіна Арнольда, що згадує своє дитинство. Стерн і головний актор серіалу Фред Севедж також працювали разом у фільмі «Маленькі монстри», де Стерн зіграв батька персонажа Севеджа. Наприкінці 1990-х Стерн зіграв більш серйозну роль у чорній комедії «Дуже погані справи» з Крістіаном Слейтером, Камерон Діаз і Джоном Фавро. Він також озвучив головного персонажа в анімаційному серіалі «Ділберт», заснованому на коміксі Скотта Адамса.
Стерн режисував кілька епізодів «Чудових років», а також кінофільм «Новачок року» (1993) і нещодавно — два епізоди серіалу «Манхеттен».
Він створив, написав сценарій і зіграв головну роль у телешоу CBS «Денні». Також він написав хіт поза Бродвеєм — п’єсу «Весілля Барбри», яку поставили The Dodgers та Manhattan Theater Club, де головні ролі виконали Джон Пенков і Джулі Вайт. П’єса йшла шість місяців, а Стерн також зіграв у ній у театрі Гері Маршалла «Фалькон».
Спочатку Стерну запропонували роль Дейла Гріббла в «Царині гори», але його замінили на Джонні Хардвіка через розбіжності щодо зарплати. Він також знявся у фільмі «Гра закінчена, чоловіче!» (2018) і в серіалі Hulu «Шрилл» у ролі батька головної героїні у виконанні Ейді Брайант.

## Особисте життя
Стерн працює як художник, спеціалізуючись на бронзових скульптурах. Він створював скульптури для громадських мистецьких проектів у Сан-Дієго, Пасадені, Пальм-Дезерт, Темпл-Сіті, Монровії та Агора-Хіллз. Наразі він є художником-резидентом у Центрі мистецтв Студія Ченел Айлендс у Камаріло. Крім того, він виконав багато приватних замовлень, брав участь у галерейних виставках та мистецьких ярмарках. У 1980 році він одружився з акторкою Лаурою Маттос, і у них троє дітей: син, каліфорнійський сенатор Генрі, та доньки Елла і Софі.

## Фільмографія

### Актор
| Рік       |    | Українська назва                                | Оригінальна назва                                   | Роль                 |
| --------- | -- | ----------------------------------------------- | --------------------------------------------------- | -------------------- |
| 1979      | ф  | Йдучи у відрив                                  | Breaking Away                                       | Сиріл                |
| 1979      | ф  | Почати спочатку                                 | Starting Over                                       | студент 2            |
| 1980      | ф  | Маленьке коло друзів                            | A Small Circle of Friends                           | божевільний малюк    |
| 1980      | ф  | Спогади про «Зоряний пил»                       | Stardust Memories                                   | актор                |
| 1980      | ф  |                                                 | One-Trick Pony                                      | Харе Крішна          |
| 1980      | ф  | Тепер мій хід                                   | It's My Turn                                        | Куперман             |
| 1981      | ф  | Шосе Хонкі-Тонк                                 | Honky Tonk Freeway                                  | автостоп             |
| 1982      | ф  | Я танцюю так швидко, як можу                    | I'm Dancing as Fast as I Can                        | Джим                 |
| 1982      | ф  | Забігайлівка                                    | Diner                                               | Лоуренс Шрайбер      |
| 1983      | ф  | Блакитний грім                                  | Blue Thunder                                        | Річард Лаймангуд     |
| 1983      | ф  | Стань божевільним                               | Get Crazy                                           | Ніл Аллен            |
| 1983      | ф  | Деніел                                          | Daniel                                              | Арті Стернліхт       |
| 1984      | ф  | Канібали-гуманоїди з підземелля                 | C.H.U.D.                                            | Ей Джей Шепард       |
| 1984      | тф |                                                 | The Ratings Game                                    | Скіп Імперайл        |
| 1984      | тф | Самсон і Даліла                                 | Samson and Delilah                                  | Михей                |
| 1984      | кф | Франкенвіні                                     | Frankenweenie                                       | Бен Франкенштейн     |
| 1985      | ф  |                                                 | Key Exchange                                        | Майкл                |
| 1985      | с  |                                                 | Hometown                                            | Джої Натан           |
| 1986      | с  |                                                 | Comedy Factory                                      | Леон                 |
| 1986      | ф  | Ганна та її сестри                              | Hannah and Her Sisters                              | Дасті                |
| 1986      | ф  |                                                 | The Boss' Wife                                      | Джоел Кіфер          |
| 1987      | ф  | Народжений в східному Лос-Анджелесі             | Born in East L.A.                                   | Джиммі               |
| 1988      | тф | Війна вихідного дня                             | Weekend War                                         | доктор Девід Гарфілд |
| 1988—1993 | с  | Чудові роки                                     | The Wonder Years                                    | Кевін Арнольд        |
| 1988      | ф  | Війна на бобовому полі Мілагро                  | The Milagro Beanfield War                           | Гербі Платт          |
| 1988      | ф  | Мертвий після прибуття                          | D.O.A.                                              | Гел Петершам         |
| 1989      | ф  | Левіафан                                        | Leviathan                                           | Баз Перріш           |
| 1989      | ф  | Маленькі монстри                                | Little Monsters                                     | Глен Стівенсон       |
| 1989      | ф  | Друзі, коханці і лунатики                       | Friends, Lovers, & Lunatics                         | Мет                  |
| 1990      | ф  | Кадилак                                         | Coupe de Ville                                      | Марвін Лібнер        |
| 1990      | ф  | Мої блакитні небеса                             | My Blue Heaven                                      | Вілл Стаббс          |
| 1990      | ф  | Сам удома                                       | Home Alone                                          | Марв Мерчантс        |
| 1990      | тф |                                                 | The Court-Martial of Jackie Robinson                | Вільям Клайн         |
| 1991      | мс | Сімпсони                                        | The Simpsons                                        | оповідач             |
| 1991      | ф  | Міські піжони                                   | City Slickers                                       | Філ Беркіст          |
| 1992      | ф  | Сам удома 2: Загублений у Нью-Йорку             | Home Alone 2: Lost in New York                      | Марв Мерчантс        |
| 1993      | ф  | Новачок року                                    | Rookie of the Year                                  | Брікма               |
| 1994      | ф  | Міські піжони 2                                 | City Slickers II: The Legend of Curly's Gold        | Філ Беркіст          |
| 1995      | ф  | Змучені походом                                 | Bushwhacked                                         | Макс Габрескі        |
| 1996      | ф  | Баскетбольна лихоманка                          | Celtic Pride                                        | Майк О'Хара          |
| 1997      | с  | Постріл                                         | Gun                                                 | Гарві Гочфілдер      |
| 1998      | мс | Гей, Арнольде!                                  | Hey Arnold!                                         | містер Пакегейм      |
| 1998      | ф  | Дуже дикі штучки                                | Very Bad Things                                     | Адам Берков          |
| 1998      | тф | Пастка для туриста                              | Tourist Trap                                        | Джордж Пайпер        |
| 1999      | тф | Партнери                                        | Partners                                            | Сем                  |
| 1999—2000 | мс | Ділберт                                         | Dilbert                                             | Ділберт              |
| 2000      | ф  | Як убити сусідського собаку?                    | How to Kill Your Neighbor's Dog                     | гість в костюмі      |
| 2001      | ф  | Убивство в «Центрі Америки»                     | Viva Las Nowhere                                    | Френк Джейкобс       |
| 2001      | с  | Денні                                           | Danny                                               | Денні                |
| 2003      | с  |                                                 | Regular Joe                                         | Джон Біндер          |
| 2006      | в  | Холостяцька вечірка в Лас-Вегасі                | Bachelor Party Vegas                                | Гаррі Гард           |
| 2006      | ф  | Востаннє                                        | The Last Time                                       | Джон Вітман          |
| 2008      | ф  | Отіс                                            | Otis                                                | Вілл Лоусон          |
| 2008      | ф  | Давнє побачення                                 | A Previous Engagement                               | Джек Рейнольдс       |
| 2009      | мс | Гріфіни                                         | Family Guy                                          | оповідач             |
| 2009      | с  | Монк                                            | Monk                                                | шериф Флетчер        |
| 2009      | кф |                                                 | Red State Blues                                     | Говард               |
| 2009      | ф  | Котись!                                         | Whip It                                             | Ерл Кавендар         |
| 2010      | ф  | Три дні на втечу                                | The Next Three Days                                 | Мейер Фіск           |
| 2010      | кф |                                                 | Branches                                            | оповідач             |
| 2010      | тф | Битва на гірляндах                              | Battle of the Bulbs                                 | Боб Воллас           |
| 2012      | в  | Різдвяна історія 2                              | A Christmas Story 2                                 | старий               |
| 2013      | с  | Трудоголіки                                     | Workaholics                                         | Тревіс Рокні         |
| 2013—2015 | с  | Старість — не радість                           | Getting On                                          | Річард Джеймс        |
| 2014      | с  | Обитель брехні                                  | House of Lies                                       | Роберт Третон        |
| 2014—2015 | с  | Манхеттен                                       | Manhattan                                           | Глен Баббіт          |
| 2015      | с  | Дивні дзвінки                                   | Strange Calls                                       | Грегор               |
| 2016      | с  | Енджі Трібека                                   | Angie Tribeca                                       | Дрейфус              |
| 2017      | тф | Ситі Слікерс у Вестерн-Світ                     | City Slickers in Westworld                          | Філ Берквіст         |
| 2017      | с  | Кохання                                         | Love                                                | Марті Доббс          |
| 2018      | тф | Гру закінчено, чувак!                           | Game Over, Man!                                     | Мітч                 |
| 2018      | с  | Ден-метеоролог                                  | Dan the Weatherman                                  | Дон                  |
| 2019      | с  | Пронизливий                                     | Shrill                                              | Білл Істон           |
| 2019      | тф | Джеймс проти свого майбутнього                  | James vs. His Future Self                           | Jimmy                |
| 2020      | с  | Інститут аномально химерних явищ капітана Карла | Captain Karl's Institute for the Abnormally Bizarre | Капітан Карл Мурхаус |
| 2023—2024 | с  | Для всього людства                              | For All Mankind                                     | Ілай Хобсон          |
| TBA       | тф | Усе чудово                                      | Everything's Peachy                                 | Джеррі Шифф          |

### Режисер, продюсер, сценарист
| Рік       |   | Українська назва | Оригінальна назва    | Роль                           |
| --------- | - | ---------------- | -------------------- | ------------------------------ |
| 1984      | ф |                  | C.H.U.D.             | сценарист                      |
| 1989—1991 | с | Чудові роки      | The Wonder Years     | режисер                        |
| 1993      | ф | Новачок року     | Rookie of the Year   | режисер                        |
| 1995      | ф | Змучені походом  | Bushwhacked          | виконавчий продюсер            |
| 2001      | с | Денні            | Danny                | сценарист, виконавчий продюсер |
| 2004—2005 | с | Справжні дикуни  | Complete Savages     | режисер                        |
| 2011      | с | Шоу Пола Райзера | The Paul Reiser Show | режисер                        |
| 2014—2015 | с | Манхеттен        | Manhattan            | режисер                        |